# 9206 Yanaikeizo
9206 Yanaikeizo este un asteroid din centura principală de asteroizi.

## Descriere
9206 Yanaikeizo este un asteroid din centura principală de asteroizi. A fost descoperit pe 1 septembrie 1994 la Kitami de Kin Endate și Kazuro Watanabe. Asteroidul prezintă o orbită caracterizată de o semiaxă mare de 2,49 ua, o excentricitate de 0,22 și o înclinație de 1,8° în raport cu ecliptica.